# Agrianes (Truppe)
Als Agrianes werden leichtbewaffnete Truppenverbände bezeichnet, die in der Antike von dem Volksstamm der Agrianen für das makedonische Heer gestellt wurden.

## Geschichte
Agrianen war ursprünglich eine Bezeichnung für einen Stamm im Balkan um 500 v. Chr. Sie waren mit den Makedonen verbündet und mussten ihnen Kriegsdienst leisten. Vom Volk der Agrianes wissen wir nur wenig, bekannt sind Agrianes vor allem wegen ihrer Krieger im Heer der Makedonier.
Die Agrianes wurden vor allem  von Philipp II. rekrutiert, da sie mobil und dadurch in Feldschlachten sehr gut zu gebrauchen waren. Sein Sohn Alexander der Große verwendete dann 1000 Männer dieses Volkes in seinen Feldzügen nach Osten, wo sie als Flankensicherung am rechten Flügel des großen Heeres kämpften.

## Bewaffnung und Einteilung
Die Agrianes waren leichtbewaffnete Fußtruppen, die meist mit mehreren kurzen Wurfspeeren bewaffnet waren und so als Plänkler dienten. Geringen Schutz gewährte ihnen entweder ein Lendenpanzer oder ein Holzschild. Auf dem Schlachtfeld kämpften sie in offener Formation.
Verwendet wurden sie vor allem auf den Flanken eines großen Heeres; das hatte folgende Gründe: 1. In dieser Position konnten sie den Feind mit ihren Speeren von der oft ungeschützten Seite her angreifen. 2. Aufgrund ihrer leichten Rüstung waren solche Truppenverbände sehr mobil, wodurch sie bei einem Einkreisemanöver schnell schließen konnten, wenn sie sich auf den Seiten befanden.